# Pueblo de Santa Clara
Pueblo de Santa Clara es un lugar designado por el censo ubicado en el condado de Río Arriba en el estado estadounidense de Nuevo México. En el Censo de 2010 tenía una población de 1018 habitantes y una densidad poblacional de 194,2 personas por km².

## Geografía
Pueblo de Santa Clara se encuentra ubicado en las coordenadas 35°58′15″N 106°6′8″O / 35.97083, -106.10222. Según la Oficina del Censo de los Estados Unidos, Pueblo de Santa Clara tiene una superficie total de 5.24 km², de la cual 5.23 km² corresponden a tierra firme y (0.15%) 0.01 km² es agua.

## Demografía
Según el censo de 2010, había 1018 personas residiendo en Pueblo de Santa Clara. La densidad de población era de 194,2 hab./km². De los 1018 habitantes, Pueblo de Santa Clara estaba compuesto por el 10.31% blancos, el 0.29% eran afroamericanos, el 77.5% eran amerindios, el 0.29% eran asiáticos, el 0% eran isleños del Pacífico, el 9.92% eran de otras razas y el 1.67% pertenecían a dos o más razas. Del total de la población el 23.58% eran hispanos o latinos de cualquier raza.
Los Santa Clara (Tewa: kha-p'o) son una tribu amerindia de lengua tewa (grupo de lenguas kiowa-tanoanas) y cultura pueblo.
Eran 561 individuos en 1962. Según datos del BIA, su pueblo tenía 2.240 habitantes. Pero según el censo de 2000, en el pueblo Santa Clara, que tenía 980 habitantes, el 85,61 % eran indígenas. Según ese censo, había registrados 1.273 santa clara.
Miembros destacados de esta tribu son el artista Pablita Velarde y el antropólogo Edward Dozier.